# Staryïa Darohi
Staryïa Darohi (en biélorusse : Старыя Дарогі ; en łacinka : Staryja Darohi) ou Starye Dorogui (en russe : Старые Дороги ; en polonais : Stare Dorohi) est une ville de la voblast de Minsk, en Biélorussie, et le centre administratif du raïon de Staryïa Darohi. Sa population s'élevait à 10 468 habitants en 2017.

## Géographie
Staryïa Darohi se trouve à 48 km à l'est de Sloutsk et à 108 km au sud-est de Minsk.

## Histoire
Staryïa Darohi est mentionné pour la première fois en 1524 sous le nom de Darohi, en français « les routes ». Le village devint la possession des Radziwill en 1612. Il souffrit sérieusement de la guerre russo-polonaise (1654-1667). À la fin du XVIIe siècle, il prit son nom actuel de Staryïa Darohi, en français « les anciennes routes ». À la suite de la deuxième partition de la Pologne, en 1793, Staryïa Darohi passa sous la souveraineté de l'Empire russe et fut retrogradée au statut de simple village, qui devint la possession des Wittgenstein en 1828. Il comptait 40 maisons et un bureau de poste en 1886. Une gare ferroviaire pour un chemin de fer à voie étroite reliant Staryïa Darohi à Assipovitchy fut ouverte en 1896 ; elle permit d'exporter du bois et fut prolongée jusqu'à Sloutsk en 1915. Pendant la Première Guerre mondiale, elle fut occupée de février à décembre 1918 par l'armée allemande, puis par les troupes polonaises d'août 1919 à juillet 1920. Staryïa Darohi devint le centre administratif d'un raïon de la république socialiste soviétique de Biélorussie le 17 juillet 1924 puis accéda au statut de ville le 27 septembre 1938. Pendant la Seconde Guerre mondiale, elle fut occupée par l'Allemagne nazie du 28 juin 1941 au 28 juin 1944. Avant-guerre, plus de 1 000 juifs vivaient dans la ville, la communauté locale représentait 28 % de la population totale. En 1941, les Allemands enferment les juifs dans un ghetto. Des juifs sont contraints de nager dans la rivière où ils sont tués par balles. Le 19 janvier 1942, la communauté juive est assassinée lors d'une exécution de masse perpétrée par un Einsatzgruppen de Schutzstaffel et de policiers locaux. D'autres victimes tels que des prisonniers de guerre sont également tués sur le même lieu.
À la fin de la guerre, les Soviétiques y installèrent un camp de transit pour prisonniers de guerre libérés et survivants de l'Holocauste. Le futur écrivain italien Primo Levi y séjourna ainsi du 15 juillet au 15 septembre 1945 et il raconta son expérience dans La Trêve (1963). Le raïon de Staryïa Darohi fut supprimé le 25 décembre 1962 et son territoire rattaché au raïon de Sloutsk, mais il fut rétabli le 30 juillet 1966. Staryïa Darohi reçut officiellement ses symboles actuels — armoiries et drapeau — le 28 avril 1996.

## Population
Recensements (*) ou estimations de la population :
| 1897* | 1917  | 1923* | 1926* | 1933  | 1939* |
| ----- | ----- | ----- | ----- | ----- | ----- |
| 2 000 | 1 996 | 1 854 | 1 771 | 2 300 | 4 200 |

| 1959* | 1970* | 1979* | 1989*  | 1999*  | 2009*  |
| ----- | ----- | ----- | ------ | ------ | ------ |
| 4 920 | 6 042 | 8 718 | 10 486 | 12 200 | 11 036 |

| 2012   | 2013   | 2014   | 2015   | 2016   | 2017   |
| ------ | ------ | ------ | ------ | ------ | ------ |
| 10 876 | 10 774 | 10 727 | 10 606 | 10 425 | 10 468 |

## Personnalités liées
- Katsiaryna Barisevitch, journaliste biélorusse.